# Singajaya (Indramayu)
Singajaya is een bestuurslaag in het regentschap Indramayu van de provincie West-Java, Indonesië. Singajaya telt 8224 inwoners (volkstelling 2010).